# Cal Carreter (Castellcir)
Cal Carreter és una casa antiga del poble de Castellcir, en el terme municipal del mateix nom, a la comarca del Moianès.

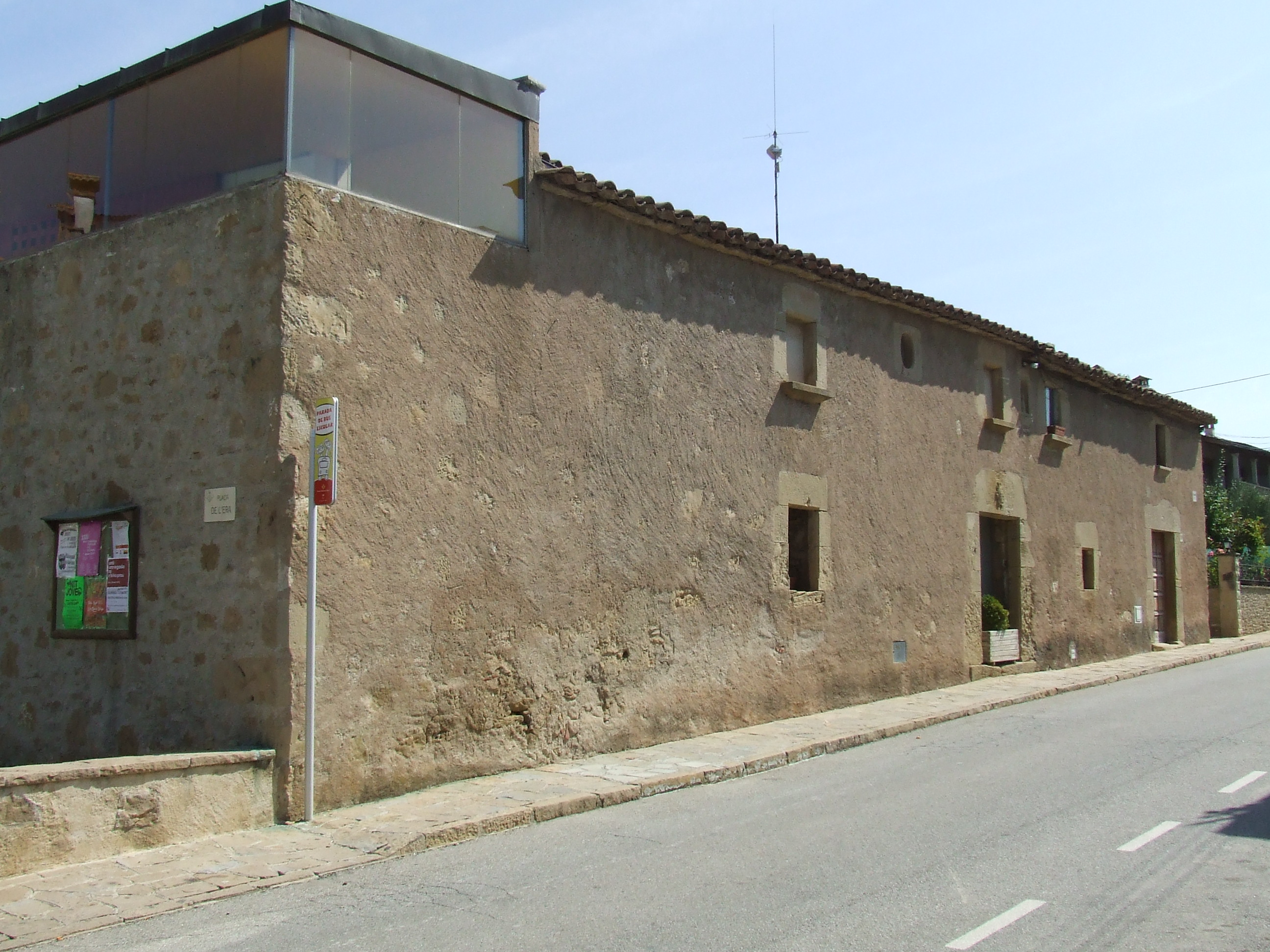
Cal Carreter vell, actual Casa de la Vila

Està situada en el Carrer de l'Amargura, nucli primigeni de Castellcir. L'actual casa de Cal Carreter és al costat sud del carrer, en el número 44. La casa antiga és una de les dues que foren aprofitades per a la Casa de la Vila, la paret oriental de les quals encara és perfectament visible.